# Mesonauta acora
Mesonauta acora är en fiskart som först beskrevs av Castelnau, 1855.  Mesonauta acora ingår i släktet Mesonauta och familjen Cichlidae. Inga underarter finns listade i Catalogue of Life.